# جيرالدين نيومان
جيرالدين نيومان (بالإنجليزية: Geraldine Newman)‏ هي ممثلة بريطانية، ولدت في 18 فبراير 1934 في برايتون في المملكة المتحدة.

## وصلات خارجية
- جيرالدين نيومان على موقع IMDb (الإنجليزية)
- جيرالدين نيومان على موقع ميوزك برينز (الإنجليزية)
- جيرالدين نيومان على موقع قاعدة بيانات الفيلم (الإنجليزية)